# Lápi acsa
A lápi acsa (Aeshna isoceles) a karcsú acsafélék családjába tartozó, főleg Dél- és Közép-Európában elterjedt szitakötőfaj.

## Előfordulása
Eredetileg mediterrán faj: főleg Dél- és Közép-Európában, valamint Észak-Afrikában gyakori. Szórványosan észak felé is megtalálható: Skandináviában Gotland szigetén, a Brit-szigeteken Norfolk mocsárvidékén is honos. Magyarországon országszerte előfordulhat.

## Megjelenése

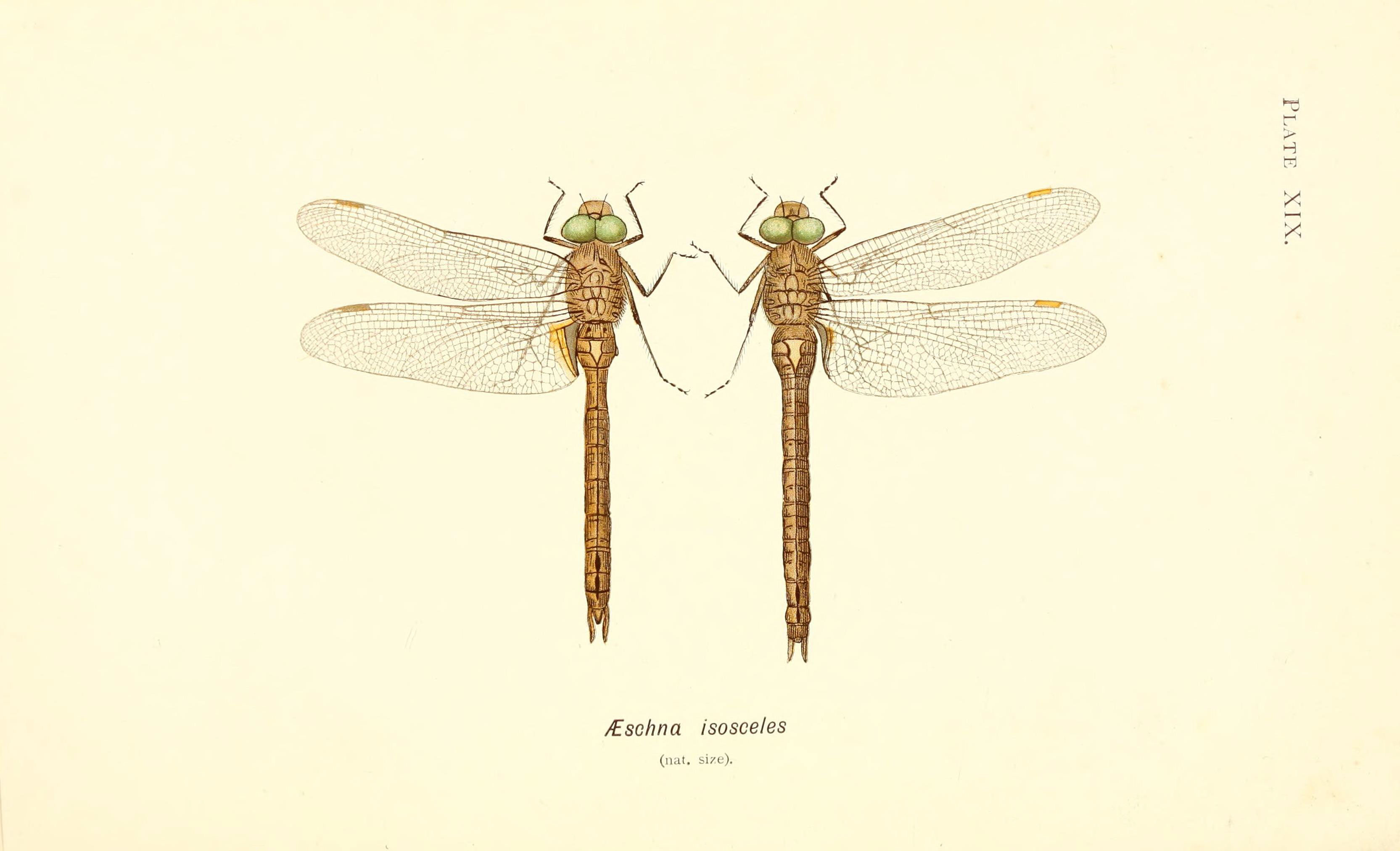
Hím és nőstény

A lápi acsa testhossza 62–72 mm, szárnyfesztávolsága 93 mm körüli. A hímek és nőstények nagyon hasonlítanak. Tora és potroha barna, szemei zöldek. A szárnyak színtelenek, csak a hátsó szárny tövében látható egy keskeny sárga sáv. Fő szárnyerei feketék, szárnyjegye világosbarna. A potroh második szelvényén jellegzetes, sárga, háromszögletű folt figyelhető meg.
Hasonlít hozzá a nagy acsa (Aeshna grandis), de annak szárnyai sárgás-bronzos árnyalatúak, hímjénél a szemek kékek és a potroh tövében élénkék folt látszik. Összetéveszthető a hasonló méretű, barna nyerges szitakötővel (Anax ephippiger) is; annak szemei barnák és a hím potrohának tövén feltűnő kék folt található.

## Életmódja

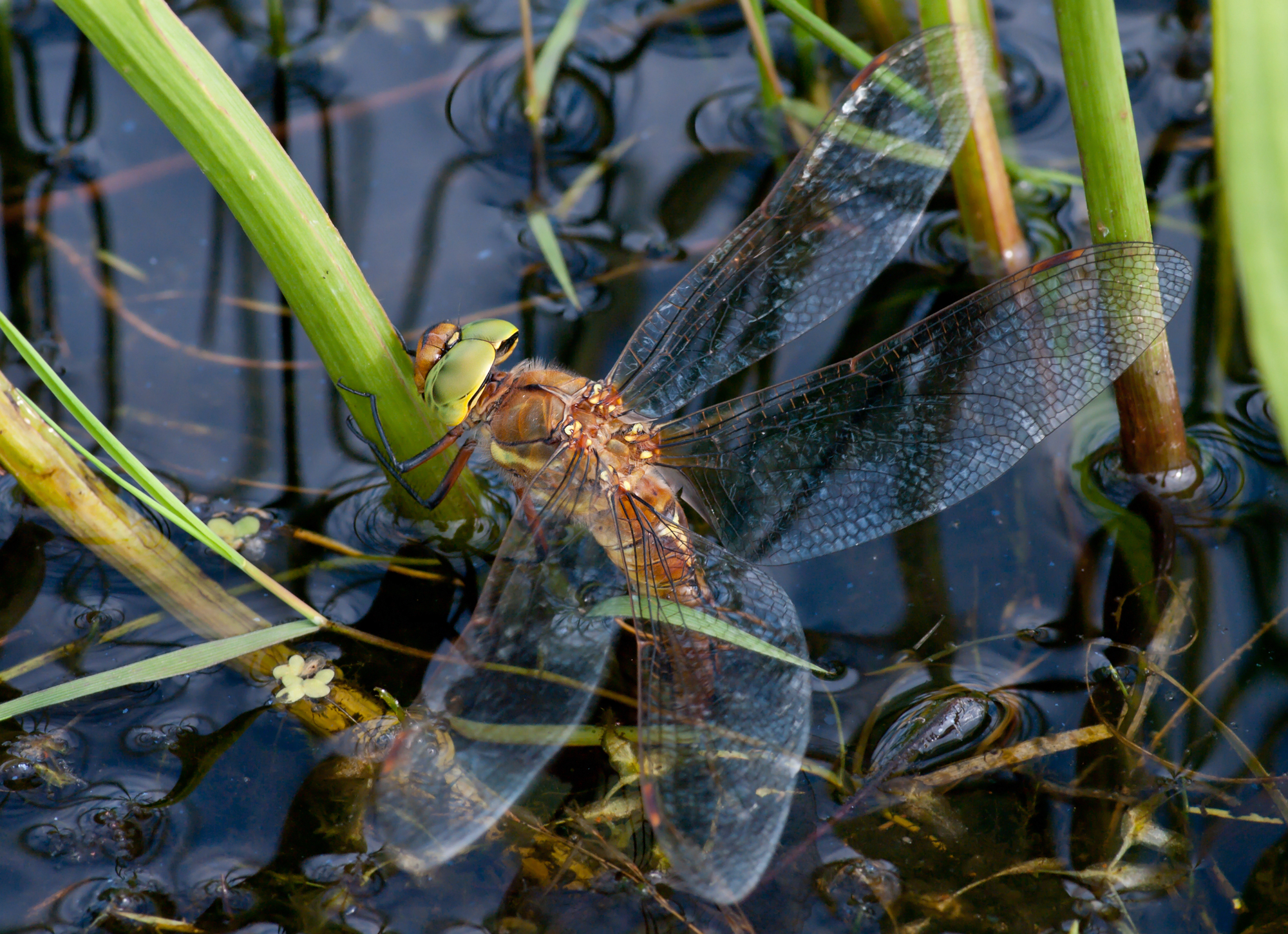
Nőstény lápi acsa

Lárvája dús növényzetű, lápos, mocsaras állóvizekben, tavacskákban, esetleg lassan áramló csatornákban él, ahol a parton a fák vagy a bozótos az imágók részére is kellő vadászterületet biztosítanak. Nagyobb mocsarakban (Fertő tó, Kis-Balaton, Kolon-tó) tömeges is lehet. Az imágó május végétől augusztus közepéig repül. Párzás után a nőstény egyedül rakja le petéit a vízinövényekre. A lárva két évig fejlődik. A vízszennyezést nehezen viseli. 
Magyarországon védett, természetvédelmi értéke 5000 Ft.